# Mesosa laterialba
Mesosa laterialba là một loài bọ cánh cứng trong họ Cerambycidae.